# Wie bei Gogol
Die Erzählung Wie bei Gogol von Siegfried Lenz stammt aus dem Jahre 1973 und wurde im Sammelband Einstein überquert die Elbe bei Hamburg 1975 veröffentlicht.

## Inhalt
Auf dem Weg zur Arbeit fährt ein junger Lehrer mit seinem ersten Gebrauchtwagen einen Mann an, einen Ausländer. Später erfährt er, dass dieser ein türkischer Gastarbeiter war. Der Verletzte verschwindet vom Unfallort, der Lehrer sucht ihn auf, um sich um seine Verletzung zu kümmern, und kommt mit der ihm bis dahin völlig unbekannten Welt der – eventuell illegalen – ausländischen Arbeiter in Berührung. Der Betroffene selber kann kein Deutsch und das Gespräch führen der Lehrer und ein „Mann mit Siegelring“ stellvertretend für den Verletzten. Dem Lehrer werden von diesem schließlich 750 DM für die Reparatur des Wagens übergeben, die allerdings nur 550 DM kostet. Als der Lehrer zur Unterkunft der Arbeiter zurückkehrt, um den Rest des Geldes zurückzugeben, lässt sich von dem Verletzten keine Spur mehr finden.
Es handelt sich bei dieser Erzählung um einen der äußerst wenigen Texte der einheimischen deutschsprachigen Literatur, in denen Migranten figurieren.
Der Titel der Erzählung entstammt dem Kommentar eines Kollegen, dem der Lehrer von dem Unfall und dem Besuch bei den Gastarbeitern berichtet. Der Kollege sieht in dem Vorfall die bloße Wiederholung von literarischem Stoff und bemerkt: „Wie bei Gogol“. Die Anspielung wird von Siegfried Lenz nicht geklärt, gilt aber wahrscheinlich der berühmten Erzählung Newski-Prospekt. In Gogols Text bändelt der russische Leutnant Pirogow mit der Frau eines deutschen Schlossermeisters an, wodurch er mit ihrem Mann und mit der Welt der deutschen Gastarbeiter in Sankt Petersburg in Berührung kommt.